# Dödsdrift

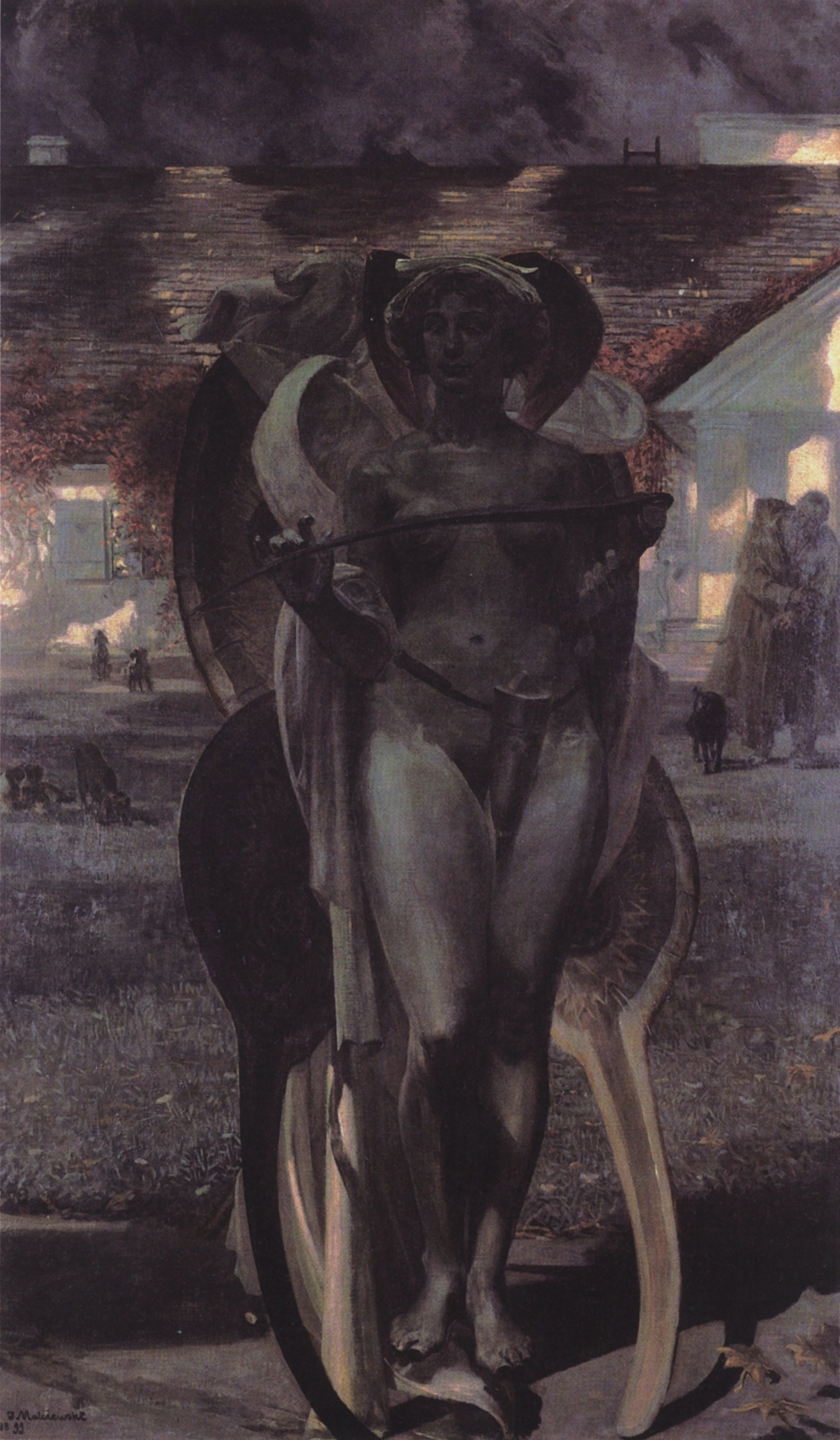
En vanlig symbol för dödsdriften, den grekiske demonen Thanatos, här gestaltad av Jacek Malczewski (1854–1929).

Dödsdrift (thanatos) är en psykoanalytisk term. Den härrör från Sigmund Freuds driftteori och var ursprungligen föreslagen av Sabina Spielrein. Dödsdriften avser ett tänkt behov hos människan till att vara dödsbejakande genom att antingen vara självdestruktiv eller destruktiv mot andra. Energin som var kopplad till dödsdriften kallades ibland av Freud för destrudo.
Dödsdriften gestaltas av freudianer ofta i form av Thanatos som är en demon i den grekiska mytologin. Detta beror på att Freud ansåg att dödsdriften var motsatsen till Eros, en gestaltning han ibland använde för att förklara sin teori om libido. På äldre dagar ansåg Freud att aggressionen är ett uttryck för dödsdriften, på samma sätt som att sexuella handlingar är uttryck för libido. Thanatos var enligt Theogonin son till natten (Nyx) och mörkret (Erebos) och tvillingbror till Hypnos (den personifierade sömnen). För Freud var dödsdriften en konsekvens av nirvanaprincipen, ett antagande om att människan försöker hålla den inre spänningen så låg som möjligt.
Melanie Klein ansåg att dödsdriften måste vändas mot andra objekt än den egna personen, och även Freud ansåg att masochism i psykisk eller sexuell bemärkelse var en form av störd dödsdrift. En störd sammanblandning av dödsdrift och libido kallas i psykoanalysen också för driftfusion.